# Alice Claypoole Gwynne
Alice Claypoole Gwynne (Cincinnati, 26 novembre 1845 – Manhattan, 22 aprile 1934) è stata una filantropa statunitense.

## Biografia
Alice era la figlia dell'avvocato Abraham Evan Gwynne e di Rachel Moore Flagg, e figliastra di Albert Mathews, che ha scritto sotto il nome di Paul Siogvolk. Era la pronipote del maggiore Ebenezer Flagg che prestò servizio nel 1st Rhode Island Regiment durante la rivoluzione americana, ucciso in azione nel 1781.

## Matrimonio
Sposò, il 4 febbraio 1867, Cornelius Vanderbilt II, figlio di William Henry Vanderbilt e di Maria Louisa Kissam. I due si erano conosciuti nella Chiesa Episcopale di San Bartolomeo dove entrambi insegnavano alla scuola domenicale. Ebbero sette figli:
- Alice Gwynne Vanderbilt (1869-1874)
- William Henry "Bill" Vanderbilt II (1870-1892)
- Cornelius "Neily" Vanderbilt III (1873-1942)[3]
- Gertrude Vanderbilt (1875-1942)[4]
- Alfred Gwynne Vanderbilt (1877-1915)
- Reginald Claypoole Vanderbilt (1880-1925)[5]
- Gladys Moore Vanderbilt (1886-1965)[6]

## Vita pubblica
Alice era responsabile della costruzione di diverse residenze. Ha anche avuto un ruolo nella costruzione del "cottage" estivo, The Breakers, a Newport, nel Rhode Island. Il suo affetto per Newport si riferiva al fatto che molti dei suoi primi antenati coloniali provenivano dalla città. Un suo antenato era Roger Williams, che ha fondato lo Stato del Rhode Island, un altro era l'ex governatore del Rhode Island Samuel Ward, Sr. Molti membri della famiglia Flagg sono sepolti nel cimitero di Newport Island.
Alice si occupò di varie cause benefiche. Durante la sua vita è stata una grande sostenitrice della YMCA, dell'Esercito della Salvezza, della Croce Rossa, della Chiesa della Trinità e della Chiesa Episcopale di San Bartolomeo. Lei e suo marito hanno donato Vanderbilt Hall allo Yale College in memoria del figlio maggiore, Bill, uno studente lì quando morì nel 1892. La signora Vanderbilt donò anche una struttura all'ospedale di Newport nel 1903 in memoria di suo marito, Cornelius.
Nel 1914, fu responsabile della costruzione del Gwynne Building a Cincinnati, nell'Ohio, sede del primo negozio di Procter & Gamble, in seguito sede della compagnia.

## Morte
Alice morì il 22 aprile 1934 nella sua casa di Manhattan. La figlia minore, la contessa Széchenyi, ereditò sia The Breakers a Newport, nel Rhode Island, sia la seconda casa a schiera di sua madre a New York. Gertrude ricevette il ricavato dalla vendita della residenza di 1 West 57th Street (venduta nel 1925) per un totale di 7000000 $, mentre il figlio Neily ricevette la proprietà del Gwynne Building a Cincinnati.